# کانگ یه سو
کانگ یه سو (کره‌ای: 강예서؛ زادهٔ ۲۲ اوت ۲۰۰۵) که بیشتر با نام هنری یه‌سو شناخته می‌شود، خواننده و بازیگر اهل کره جنوبی است. او بیشتر به خاطر حضور در برنامهٔ رقابتی خوانندگی شبکهٔ ام‌نت شناخته می‌شود و در آنجا به جایگاه شماره شش دست پیدا کرد و یکی از اعضای گروه دخترانهٔ کپلر شد. کانگ یه سو حرفهٔ بازیگری خود را در سال ۲۰۱۰ و از طریق ایفای نقش مکمل در درام شبکهٔ ام‌بی‌سی به نام ماهی طلایی آغاز کرد.